# Фирсанов, Кондратий Филиппович
Кондра́тий Фили́ппович Фирса́нов (18 сентября 1902 — 20 января 1993, Самара) — начальник Управления НКВД по Орловской области, генерал-майор (1945).

## Биография
Родился в семье крестьянина-середняка. С 1920 по 1921 работал монтёром телеграфно-телефонных линий связи в городке Скопине Рязанской губернии; в 1922—1923 рабочим на строительстве рабочего посёлка имени 1-го мая в Смоленской губернии. С мая 1924 до 1926 служил в РККА. Член ВКП(б) с 1926. Учился в Институте массового заочного обучения при ЦК ВКП(б). С 1928 до 1930 помощник финансово-налогового инспектора окружного участка ГУБФО в городе Михайлове Рязанской губернии; в 1930 финансово-налоговым инспектором Спасского окружного участка Московской области; в 1930—1934 заведующим районным финансовым отделом (райфинотделом) и одновременно заместителем председателя Спасского районного исполнительного комитета (райисполкома) Рязанской области; в 1934—1937 заведующий райфинотделом и заместителем председателя Епифанского района райисполкома Московской области; в 1937—1938 секретарь Епифанского районного комитета (райкома) коммунистической партии. Депутат Верховного Совета СССР 1-го созыва (доизбран).
В 1938—1939 обучался в Высшей школе госбезопасности НКВД СССР в Москве. В 1939—1944 занимал должность начальника управления НКВД, НКГБ Орловской области и одновременно был начальником местной противовоздушной обороны (МПВО); в 1944—1949 являлся начальником управления НКВД, МВД Брянской области и также одновременно начальником МПВО. В 1949—1954 был министром внутренних дел Башкирской АССР и одновременно начальником МПВО республики; в 1952—1953 по совместительству начальником территориального управления «Башспецнефтестрой» МВД СССР. В 1954—1958 занимал должность заместителя начальника управления почтового ящика ДЗ-15 на строительстве Куйбышевского гидростроя в городе Ставрополе в Куйбышевской области. В 1958—1960 заместитель начальника управления исправительно-трудовых учреждений Куйбышевского областного исполнительного комитета (облисполкома).
В 1960 ушёл на пенсию по выслуге лет. Неоднократно избирался в городские, районные, областные, краевые, центральные, советские, партийные органы. Был депутатом
Курского горсовета, Спасского, Енифаньского райсоветов, Орловского и Брянского областных советов депутатов трудящихся, делегатом XVIII партийного съезда,
депутатом Верховного Совета СССР первого созыва, членом Брянского и Башкирского обкома и крайкома[уточнить] КПСС, являлся делегатом районных, городских, областных,
краевых партконференций свыше 50 раз.

### Звания
- 17.01.1939, капитан государственной безопасности;
- 04.05.1942, майор государственной безопасности;
- 14.02.1943, полковник государственной безопасности;
- 14.03.1944, комиссар государственной безопасности;
- 09.07.1945, генерал-майор.

### Награды
Награждён правительственными наградами: орденом Ленина, орденом Красного Знамени, орденом Красной Звезды, орденом Знак Почёта, боевыми медалями «За боевые заслуги», «Партизану Отечественной войны», «За победу над Германией в Отечественной войне», «30 лет Советской армии и флота», «Двадцать лет победы в Великой Отечественной войне» и другими наградами.

## Публикации
- Фирсанов К. Ф. (соавтор сборника). Не выходя из боя. — Куйбышевское книжное издательство, 1984.

Автор монографий и статей о подпольщиках и партизанском движении.